# Emarcea
Emarcea — рід грибів родини Ксиларієві (Xylariaceae). Назва вперше опублікована 2004 року.

## Види
База даних Species Fungorum станом на 18.11.2019 налічує 3 види роду Emarcea:
- Emarcea castanopsidicola Duong, Jeewon & K.D.Hyde, 2004
- Emarcea eucalyptigena Crous & M.J.Wingf., 2015
- Emarcea rostrispora X.F.Li, T.Lu, B.S.Lu & K.D.Hyde, 2009